# Santa Fe (Bolívar)
Santa Fe ist eine Ortschaft und eine Parroquia rural („ländliches Kirchspiel“) im Kanton Guaranda der ecuadorianischen Provinz Bolívar. Die Parroquia besitzt eine Fläche von 26,47 km². Die Einwohnerzahl lag im Jahr 2010 bei 1752.

## Lage
Die Parroquia Santa Fe liegt in der Cordillera Occidental zentral in der Provinz Bolívar. Der Río Chimbo fließt entlang der östlichen Verwaltungsgrenze nach Süden und entwässert dabei das Areal. Der 2670 m hoch gelegene Hauptort befindet sich 2,5 km südwestlich der Provinzhauptstadt Guaranda. Die Fernstraße E491 (Guaranda–Babahoyo) führt südöstlich an Santa Fe vorbei.
Die Parroquia Santa Fe grenzt im Norden an die Parroquia Julio Moreno, im Osten an das Municipio von Guaranda und an die Parroquia San Simón sowie im Süden an die Parroquias San José de Chimbo und La Asunción (beide im Kanton Chimbo).

## Orte und Siedlungen
Die Parroquia umfasst 10 Caseríos.